# Albenga
Albenga (ligursko Arbenga; latinsko Albingaunum) je mesto in občina z okoli 24.000 prebivalci ob Genovskem zalivu ob Italijanski rivieri v pokrajini Savona v Liguriji v severni Italiji. Albenga ima vzdevek mesta sto konic. Gospodarstvo večinoma temelji na turizmu, lokalni trgovini in kmetijstvu. V občini Albenga je še šest vasi: San Fedele, Lusignano, Campochiesa, Leca, Bastia, Salea.

## Zgodovina
Naselje predrimskega izvora na zahodni strani ligurske obale, je nastalo je okoli 4. stoletja pred našim štetjem na pobočjih obalnih gričev in je postalo glavno mesto ligurskega plemena Ingauni, ki so se posvetili pomorskim dejavnostim in nadzirali veliko ozemlje med krajema Finale in San Remo.
Med  drugo punsko vojno se je mesto povezalo s Kartažani, vendar so jih Rimljani pod vodstvom prokonzula Lucija Aemilija Paula Macedonika leta 181 pr. n. št. premagali Naslednje leto so Rimljani in Ingauni podpisali foedus (zavezniški sporazum), ki je začel popolno romanizacijo celotne regije. Če je bil leta 89 pred našim štetjem pod latinsko upravo, je Albingaunum dobil rimsko državljanstvo leta 45 pred našim štetjem pod Julijem Cezarjem, ki je z začetkom cesarstva začel uživati obdobje blaginje. Dodatno okrepitev mesta je prišla z gradnjo Via Julia Augusta (13 pr. n. št.), ki je mesto povezala z južno Francijo in Španijo. Medtem se je nadaljevalo intenzivno izkoriščanje ravnega zemljišča okoli mesta; napis beleži obnovo obzidja, foruma in pristanišča, ki ga je leta 354 zapisal Constantius. 
V 5. stoletju je mesto trpelo napade Vizigotov, ki so ga deloma uničili in opustošili. Stari Municipij, ki je bil zdaj v katastrofalnem stanju, je bil obnovljen z intervencijo cesarja Konstancija III., ki je mestu dal stabilnost in obrambno strukturo, ki mu je omogočala preživetje v naslednjih stoletjih. Mesto Albenga se je leta 1098 uveljavilo kot communa; istega leta je sodelovala pri prvi križarski vojni z ladjami, možmi in denarjem, Jeruzalemski kralj jim je v zameno dal pravice do proste trgovine. Od takrat naprej je bil grb Zlatega rdečega križa prikazan na njegovih ladjah in na njegovih stolpih.
Kasneje, po vdoru cesarja Frederika Barbarosse na severno Italijo, ga je mesto podprlo zahvaljujoč njegovi zvestobi gibelinom, ki v naslednjih stoletjih ni bila nikoli opuščena. Leta 1159 je prejelo cesarsko investituro za vse svoje ozemlje.
Leta 1798 je bila Albenga razglašena za prestolnico pristojnosti Centa, kot del ustave kratkega obdobja Ligurske republike. Leta 1815 je bilo mesto skupaj s celotno Ligurijo dodeljeno Savojcem, kraljevini Sardiniji, in je postalo glavno mesto province, vključno z občinama Andoro in Finale Ligure.
Leta 1863 je bila po združitvi Italije provinca organizirana na okrožje, leta 1927 pa je bilo to ukinjeno. Mesto Albenga je bilo v času gospodarskega in demografskega razvoja ponižano v kmetijsko vas, ki so jo prehitela druga obalna mesta, kljub njegovi vrhunski turistični privlačnosti.

### Ime
Ime Albenga izvira iz latinske Albíngaunum, ki prihaja iz Album Ingaunum in pomeni glavno mesto + genitiv množine v -um. Etonim Ingauni ing je sestavljen iz indoevropskega izvora in imena galsko-ligurske dežele. Album izvira iz alb ali alp, starodavne preindoevropske besede (skala, hrib), ki je pogosto zmotno pridružena z album latinsko besedo za 'belo' ali 'jasno'. Prvotno ime je bilo Album Ingaunum, ko pa so ga osvojili Rimljani, je ime postalo Albingaunum; po rimskem cesarstvu je ime postalo Albinauno, blizu leta 1000 pa je postalo Albingano. Šele v 14. stoletju je ime postalo Albenga.

## Geografija
Albenga leži ob zahodni Italijanski rivieri. Ima istoimensko ravnico ob ustju reke Cente, ki je bila skozi stoletja oblikovalec Albengške planote, ki je večkrat preuredila tla in prisilila Albengčane, da od ustanovitve gradijo nasipe in mostove. Do 17. stoletja je gospodarstvo temeljilo na pomorski trgovini, saj je bilo mesto zgrajeno v delti Cente in je bilo obdano z obzidjem in mostovi. Z zaprtjem drugih cest estuarija delte, so se najprej znašli v rokah Genovežanov in kasneje kot delo narave, zdaj reka teče vzdolž središča sledeč estuariju. Tudi spomin na stare mostove se je brisal. Je glavno središče okrožja Albenganese, ki se razprostira od kraja Finale do Andore in njihovega zaledja. Vključuje naravni rezervat otoka Gallinara, kjer je menda živel sveti Martin iz Toursa. Prav posvečen temu svetniku je bil samostan na otoku. Po letu 1064 je postal last opatije v kraju Abbadia Alpina.
Podnebje je ob obali blago, z blagimi zimami in tako vročimi kot hladnimi poletji, ki jih morski vetrovi redko ublažijo. Notranji del planote ima bolj celinske značilnosti, ki ustvarjajo večje temperaturno območje, z bolj strogimi zimami in poletjem.

## Znamenitosti
Zgrajeno na antični pravokotni strukturi, ki je imela sedanji Via Medaglie d'oro in Via Enrico d'Aste kot glavni cestni osi rimskega tabora (kardo in dekuman), ima mesto svoje planimetrično vozlišče v zgodovinskem trgu San Michele. Okoli njega so postavili nekaj palač, ki so bile v preteklosti sedeži političnih in verskih oblasti.

### Stolnica sv. Mihaela
Zgrajena na temeljnih zgodnjekrščanske bazilike, ki so jo med 4. in 5. stoletjem postavili po naročilu Konstancija III., ima fasado s sledovi preobrazbe iz romanske v gotsko. Iz istega obdobja sta dva stranska portala glavne fasade in tretji levi del cerkve, na katerem je obnovljen lombardski bas relief; osrednji portal izvira iz leta 1669.
Trenutna zasnova je rezultat nadaljnjih sprememb. Restavratorska dela med letoma 1964 in 1967 so oblikovanje stolnice vrnila v prvotni srednjeveški izgled. Bližnji zvonik je bil v 13. stoletju pritrjen na cerkev, zgrajen nad ruševinami starega zvonika med letoma 1391 in 1395. Ta konstrukcija je ena zadnjih lokalnih primerov uporabe golih opek, ki jih je postopoma zakril omet.

### Krstilnica v Albengi
Krstilnica stoji ob stolnici, saj je bila značilna za zgodnjekrščanske zgradbe in jo je mogoče obiskati iz lože stare palače Mestne hiše. Ima osmerokotno notranjost iz 5. stoletja. Sedanji videz izvira iz obnovitvenih del poznega 19. stoletja, ki jih je izvajal Alfredo D'Andrade. Med temi deli je bila prvotna obokana streha, zgrajena z bizantinsko-ravenski tehniki tubi fittili (terakotne cevi), popolnoma uničena. Mozaični okraski svoda prezbiterija segajo v 5. in 6. stoletje.

### Stara mestna hiša
Že v zgodnjem 14. stoletju in v preteklih letih je doživela več prenov, preden je dobila današnji videz.
V njej sta bila dvorana Sveta (velik zvon še vedno kliče državljane, ko se odbor sveta sestane v novi mestni hiši) in zapor. Spodnje nadstropje izvira iz 14. stoletja, zgornje pa je bilo rekonstruirano v letih 1387–1391. Fasada proti krstilnici ima cine v gibelinskem slogu z dvema velikima stopniščema. Od leta 1933 je v njej muzej Ingauni. Slednji, ki ga je leta 1933 ustanovil Nino Lamboglia, hrani predmete in rimske, srednjeveške (skulpture, napise, sarkofage in freske iz 15. stoletja), arheološke in epigrafske zbirke.

### Stara škofovska palača
Stoji v bližini krstilnice, izvira iz 11. stoletja, s portalom iz 13. stoletja. Je sedež lokalnega škofa, v njej domuje Sveti umetniški muzej. Krilo, ki vodi do krstilnice, prikazuje več gradbenih faz iz 13. in 14. stoletja. Okras s črno-belimi črtami je bil dodan leta 1463 pod škofom Napoleone Fieschijem. Heraldično fresko je narisal Giovanni Canavesio (1477).
Škofijski muzej Albenga zaseda vrsto sob, okrašenih s freskami, v njem so umetniška dela in najdbe iz izkopavanj stolnice. Med slikami izstopata sv. Janez pripisan Caravaggiu in Mučeništvo svete Katarine  Guida Renija.

### Antični ostanki
Via Julia Augusta, ki jo je preuredil cesar Avgust leta 13 pred našim štetjem, je bila najpomembnejša komunikacijska povezava ob rivieri do gradnje Napoleonove ceste bliže morju, na lokaciji Via Aurelia. Ob poti z obilico rimskih stavb, namenjenih pogrebnim praznovanjem, naredi arheološki sprehod čudovit tudi s panoramskega naravoslovnega vidika.
V Albengi so tudi ostanki rimskega amfiteatra iz 3. stoletja pred našim štetjem. Predstavlja edini primer gledališke gradnje, ki je znan na celotni zahodni rivieri. Tako imenovani Pilone, ki stoji nad vzhodnim pobočjem gore, stoji blizu amfiteatra in Via Julia Augusta. To je najbolj znani in značilni ingaunski nagrobni spomenik.
Na območju gora je tudi paleokrščanska bazilika S. Calocero (4. – 5. stoletje). Zgrajena je bila na grobu imenovanega mučenika.

### Drugo
Druge znamenitosti so:
- Južno od zgodovinskega središča je arheološko območje, odkrito med izkopavanji za širitev struge med letoma 2001 in 2002. Tu so ob reki našli ruševine starega termalnega sistema in tiste zgodnjekrščanskega kompleksa s srednjeveško cerkvijo San Clemente.
- Pontelungo (Dolgi most), edini dokumentiran srednjeveški most (približno 13. stoletje). V bližini je svetišče Nostra Signora di Pontelungo (zgodnji 18. stoletje).
- Palazzo Peloso Cepolla (16. stoletje). Ima vogalni stolp iz 13. stoletja. V predsobi je freska, ki prikazuje rimskega uzurpatorja Procula, piano nobile ima več renesančnih in rimskih marmornih doprsnih kipov. V njej je Rimski pomorski muzej, ustanovljen leta 1950. Tu je zbranih več kot tisoč rimskih amfor, ki so jih odkrili z ladje v 1. stoletju pred našim štetjem, ki je potonila v vodah Albenga. Bila je prva rimska tovorna ladja odkrita in raziskana v Tirenskem morju. Obstaja tudi del prazgodovinskih ostankov iz jam Val Pennavaira.
- Torre Oddo, stolp z značilnimi gibelinskimi cinami
- Piazzetta dei Leoni (Levji trg) med apsido stolnice in srednjeveškimi zgradbami družine Costa. Slednji je prinesel tri leve iz vulkanskega tufa (peperino) v renesančnem slogu, po katerih je trg leta 1608 dobil ime.
- Muzej oljne civilizacije na mestu starega mlina v lasti družine Sommariva in predstavlja etnografsko razstavo, posvečeno predelavi oljk, oljčnega olja in vina.

## Turizem
Poleg tega, da je pomembno zgodovinsko mesto, je Albenga obalno in turistično letoviško mesto Ligurske riviere. Njegove obale so dolge približno 4 km finega peska, pomešanega s kamenčki, s kopalnimi obrati, razdeljenimi na majhne javne plaže in drugimi zasebnimi plažami. Obmorska promenada je dolga 3 km.

## Kulinarika
Lokalne dobrote so:
- Vijolični šparglji
- Polnjeni cvetovi bučk
- Bodičasta artičoka
- Paradižnik volovsko srce
- Piškoti s semeni koromača, imenovani Baxin d'Arbenga (poljub Albenga)
- Ekstra deviško oljčno olje Taggiasca
- Pesto
- "kaviar" Cente
- Farinata s čičerikino moko
- Palačinke Bianchetti
- Fokača
- Ciappe olje
- Olive Taggiasca v slanici
- Breskve s Pigato

## Pobratena mesta
- Dabas, Hungary (2004)